# اسپرینگ ولی، شهرستان سن دیگو، کالیفرنیا
اسپرینگ ولی (به انگلیسی: Spring Valley) یک منطقهٔ مسکونی در ایالات متحده آمریکا است که در شهرستان سن دیگو، کالیفرنیا واقع شده‌است. اسپرینگ ولی ۱۹٫۰۹۹ کیلومتر مربع مساحت و ۲۸٬۲۰۵ نفر جمعیت دارد و ۱۱۹ متر بالاتر از سطح دریا واقع شده‌است.